# سرمنوو
سرمنوو (انگلیسی: Sermenevo) یک شهرک در شهرستان بلورتسکی باشقیرستان کشور روسیه است.